# Jean-Baptiste Wercollier
Jean-Baptiste (Batty) Wercollier, geboren als Johann Baptist Wercollier (Grund, 28 juni 1868 – Luxemburg-Stad, 24 september 1946), was een Luxemburgs beeldhouwer en docent.

## Leven en werk
Batty Wercollier werd geboren in Grund, een van de oude wijken en sinds 1920 een van de stadsdelen van Luxemburg. Hij was een zoon van meester-slotenmaker François Xavier (Franz) Wercollier en Christine Molitor. Op het Athénée royal grand-ducal kreeg hij tekenlessen van Michel Engels en raakte hij bevriend met klasgenoot Jean-Pierre Koenig. Als dertienjarige ging hij aan het werk bij decoratieschilder Peiffer. Het beeldhouwen trok hem meer dan de schilderskwast en hij ging vier jaar in de leer bij beeldhouwer Pütz. Hij werkte daarna korte tijd bij de kunsthandel Vout in Brussel, maar werd al snel houtbeeldhouwer bij de Luxemburgse firma Champagne. In 1888 kwam hij in dienst bij meubelzaak Schulz in Straatsburg. In de periode 1890-1892 verbleef hij in Parijs, in 1893 behaalde hij het diploma beeldhouwkunst aan de Kunstgewerbeschule in Karlsruhe. Op verzoek van minister van Staat Paul Eyschen keerde hij in 1894 terug naar Luxemburg en gaf drie jaar les in houtbeeldhouwen aan de avondschool. 
Wercollier maakte vooral naam met zijn bustes en reliëfportretten. Hij behoorde in 1893 met onder anderen architecten Jean-Pierre Knepper en Jean-Pierre Koenig en de schilders Pierre Blanc, Michel Engels en Franz Heldenstein tot van de oprichters van de Cercle Artistique de Luxembourg (CAL). In 1894 nam hij deel aan de eerste Salon du CAL naast onder anderen Jean Blaise en Pierre Federspiel. In 1896 trouwde Wercollier met Margaretha Koenig, zus van zijn jeugdvriend, de architect Jean-Pierre Koenig. Op de jaarlijkse Salon du CAL wonnen hij en Claus Cito in 1909 de Prix Grand-Duc Adolphe. In 1923 nam hij met een aantal Luxemburgse kunstenaars, onder wie Pierre Blanc, Claus Cito en Rita Reining deel aan de salon in Nancy.
Van 1896 tot 1936 was Wercollier als professor verbonden aan de École d'artisans de l'État, de nieuwe 'Handwierkerschoul' in de stad Luxemburg. Bij zijn afscheid werd hij benoemd tot professeur honoraire. Tot zijn leerlingen behoorden Jean Curot, Henri Demuth, Adolf Eberhard, Michel Haagen, Albert Kratzenberg, Jean-Théodore Mergen, Léon Nosbusch, Michel Reuland, Jos. Wegener en zijn zoon Lucien Wercollier. Hij maakte nog een aantal studiereizen, waaronder in 1899 naar Parijs en in 1902 naar Brussel, waar hij aan de Koninklijke Academie lessen volgde bij Charles Van der Stappen, Julien Dillens en Victor Rousseau. Hij werd tijdens zijn loopbaan benoemd tot Officier d'Académie (1921) en ridder in de Orde van de Eikenkroon (1929) en bij zijn afscheid als docent tot officier in de Orde van Verdienste van Adolf van Nassau (1936).

## Enkele werken
- 1906 sculpturen, stucdecoraties en sierlijsten voor het badhuis in Luxemburg. In samenwerking met Etienne Galowich en Jean Blaise.[5]
- 1908-1910 beeldhouwwerk voor het kantoor van de Luxemburgse Post.
- 1914 ontwerp grafmonument voor Bernard Haal (1832-1913), grondlegger van de Luxemburgse Gesellenverein, op de Cimetière Notre-Dame in Limpertsberg.
- 1916 reliëfportret van taalkundige René Engelmann (1880-1915), voor diens grafmonument in Vianden.
- 1921 ontwerp reliëfportret van bisschop Jean Joseph Koppes (1843-1918) voor diens epitaaf in de Glaciskapel in Limpertsberg. Het monument werd ontworpen door Wercolliers zwager, de architect Jean-Pierre Koenig. Het beeldhouwwerk werd uitgevoerd door Ernest Grosber.[6]
- 1924 reliëfportret van wielrenner François Faber (1887-1915) voor een monument bij het velodroom bij Villa Louvigny. Uitgevoerd door Haagen.
- 1934 reliëfportret van mgr. Jean-Baptiste Fallize (1844-1933), bisschop van Noorwegen, geplaatst op diens graf op de cimetière Notre-Dame in Limpertsberg.
- bustes van onder anderen Daubenfeld, prof. Eugène Kurth en kunstenaar Alphonse Thyes.
- reliëfportret van opperrabbijn Samuel Fuchs.
- ontwerp kolomkapitelen voor de kerk van Hamm.
- ontwerp preekstoel voor de kerk van Limpertsberg.
- ontwerp altaarreliëfs voor de kerk van Wolflingen.

## Fotogalerij

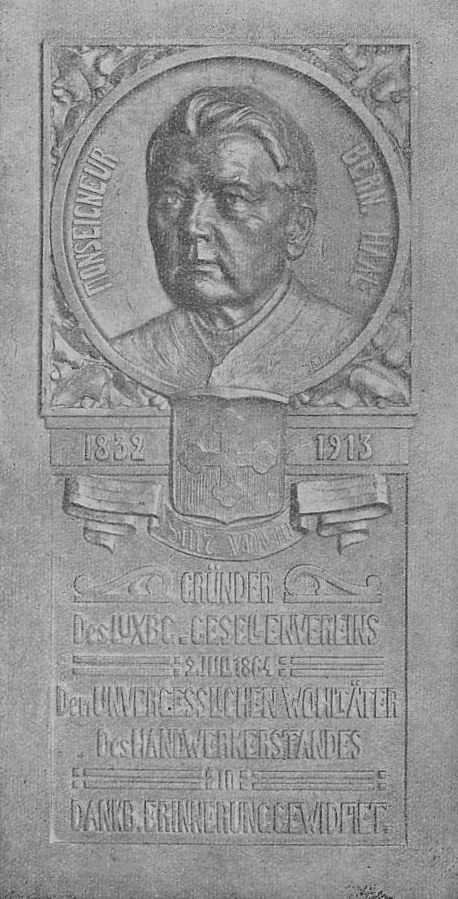
Bernard Haal (1914), Limpertsberg
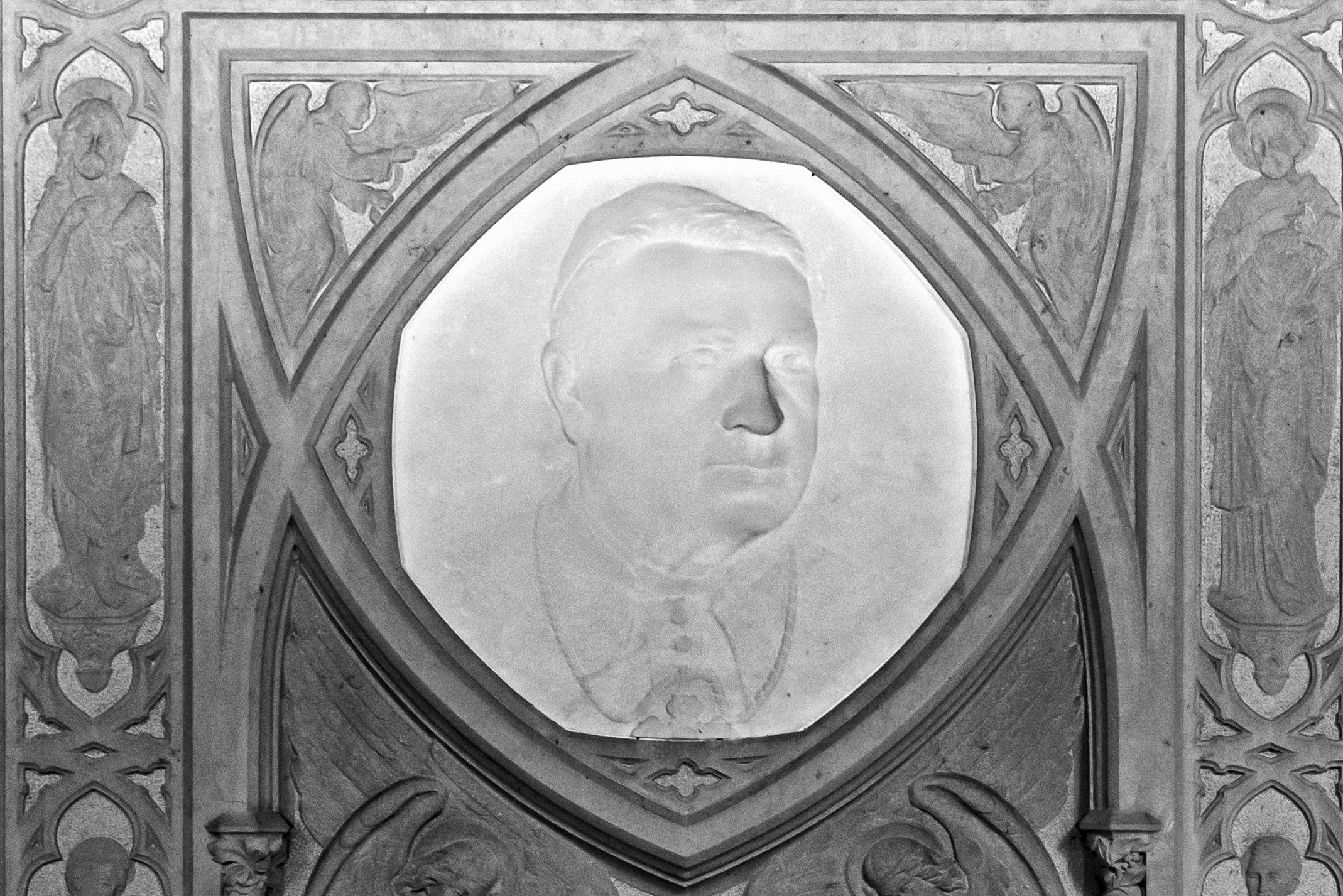
Johannes Joseph Koppes (1921), Limpertsberg
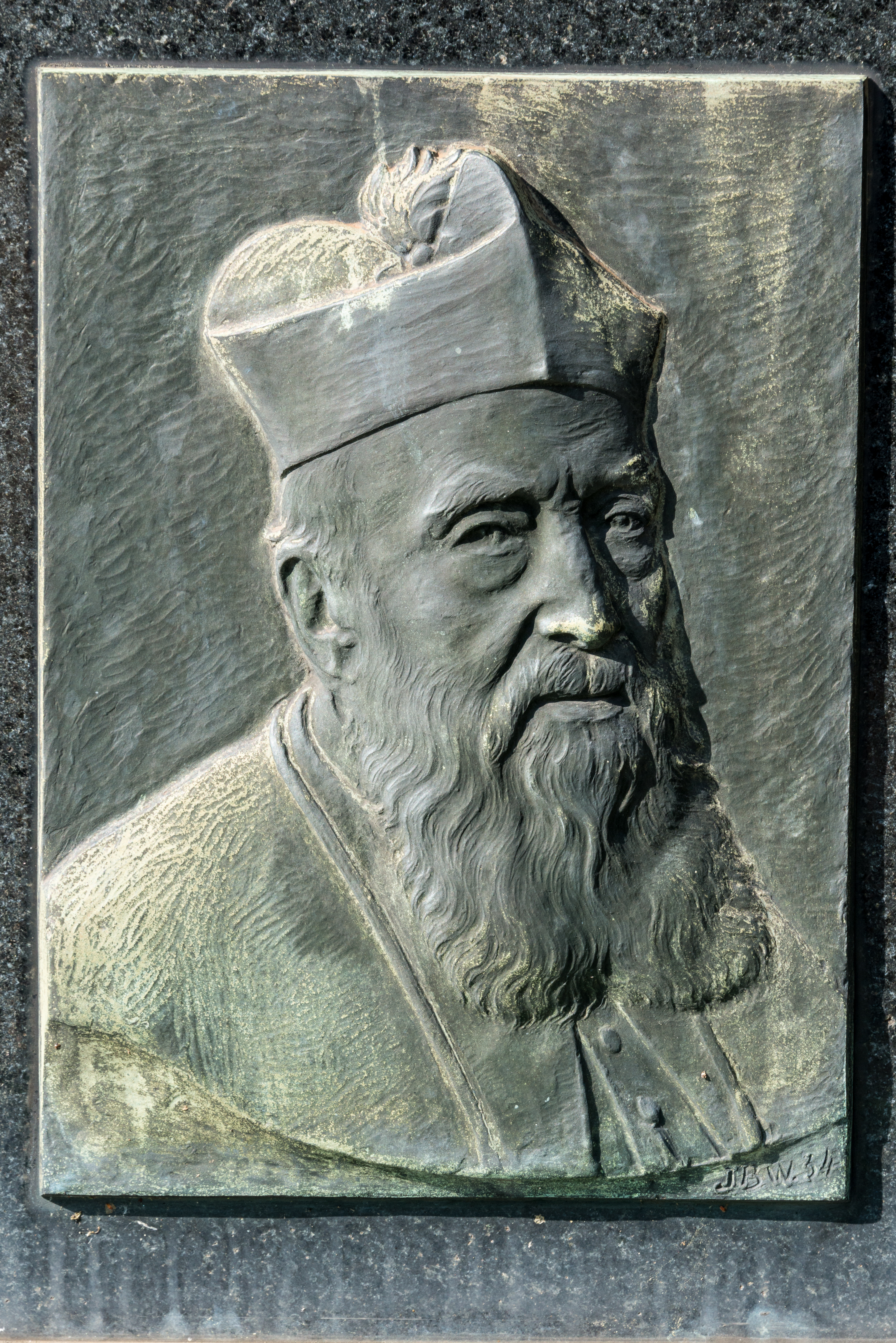
Jean Baptiste Fallize (1934), Limpertsberg

- Musée national d'archéologie, d'histoire et d'art: lkl002082